# TOPOLON
『TOPOLON』（トポロン）は、ジー・モードが発売したアクションパズルゲーム。Javaアプリ、ezplus、iアプリ対応の各種フィーチャーフォン用ゲームとしてそれぞれ2002年5月15日、2002年8月30日、2003年10月20日に、フィーチャーフォン用ゲーム移植プロジェクト「G-MODEアーカイブス」の第25弾としてNintendo Switch版が2020年12月10日に発売された。ナノ回路「トポロン」の上に次々と現れる悪性ウイルス（バグ）を消滅させていくという趣向の内容になっている。

## ゲームルール
ランダム生成される各ステージの盤面では複数のノード（点）がワイヤー（線）で結ばれており、一部のノード上にウイルスが配置されている。ウイルスの種類は、「ヌルオン」「プチオン」「メガオン」の3種類で、メガオンは強さに応じて更に3種類の形態がある。
ヌルオンをタッチすると、そのノードのヌルオンが消滅する代わりに隣接ノード全てに分裂する。また、ヌルオンやメガオンがいないノードをタッチすると、隣接ノードにいる全てのヌルオンが引き寄せられる。これらの操作により1つのノード上で複数のヌルオン同士が衝突した場合、ヌルオンの数が偶数ならば消滅し、奇数ならばヌルオン1体がその場に残る。
プチオンは一定時間経過ごとに盤面のノードのいずれかに自然発生し、一定時間経過後にヌルオンに変化する。変化時にヌルオンまたはメガオンと重なっていた場合、ヌルオンはメガオンに変化し、メガオンは形態が強化される。移動や分裂はしないが、プチオンのいるノードに隣接ノードのヌルオンを引き寄せることはできる。
メガオンは前述のように3種類の形態がある。それぞれ1から3の耐久力を持ち、ヌルオンの分裂による衝突で1ダメージを与えることができる。移動や分裂はせず、メガオンのいるノードに隣接ノードのヌルオンを引き寄せることもできない。
ウイルスを消滅させると得点が入り、一度に多く消滅させるほど高得点となる。また、連続して消滅させることでコンボ状態となり「通常の得点×コンボ数」で加点される。
盤面上のヌルオンとメガオンを全て消滅させればステージクリアとなる（プチオンは残っていても問題ない）。一方、ノードのタッチ時とプチオン発生時に減少する「POW」ゲージが尽きた場合、または全てのノードがメガオンで占められた場合にゲームオーバーとなる。

## ゲームモード
1MINUTE GAME
1分間でのハイスコアを目指すモード。3段階の難易度から選択する。このモードのみ「POW」ゲージが存在しない。
5STAGE GAME
5ステージクリア時点でのハイスコアを目指すモード。3段階の難易度から選択する。
ENDLESS GAME
ゲームオーバーになるまでゲームが継続されるモード。難易度は徐々に上昇する。

## 受賞
- 第2回Wireless Gaming Awards 「Mobile Game of the Year」「Best Puzzle Game」[8]